# Marshall Farnum
Marshall Farnum (1880 – Prescott, 19 febbraio 1917) è stato un regista statunitense del cinema muto, attivo negli anni dieci.

## Biografia
Nato presumibilmente nel 1880, Marshall Farnum era il fratello minore di uno dei più famosi attori western del cinema muto degli anni dieci, Dustin Farnum. Anche l'altro fratello, William Farnum era un noto attore. Nella sua carriera, che durò dal 1913 al 1917, Marshall diresse una ventina pellicole e ne interpretò una, The Spoilers, dove il protagonista era il fratello William. I suoi primi film, dei cortometraggi, li girò per la Selig Polyscope, la casa di produzione nata a Chicago. Nel 1915, Farnum passò a lavorare per la Fox Company, per cui diresse dei lungometraggi. La carriera di Farnum fu interrotta dalla sua morte a 37 anni, avvenuta nel febbraio 1917. Il suo ultimo film, The Tides of Fate, uscì postumo in settembre.

## Filmografia
La filmografia è completa

### Regista
- Within the Hour - cortometraggio (1913)
- The Wolf of the City - cortometraggio (1913)
- Angel Paradise - cortometraggio (1914)
- Too Late - cortometraggio (1914)
- The Conspirators - cortometraggio (1914)
- A Strenuous Scoop - cortometraggio (1914)
- A Soldier of the C.S.A. - cortometraggio (1914)
- The Countess and the Burglar - cortometraggio (1914)
- The Rube - cortometraggio (1914)
- A Ticket to Happiness - cortometraggio (1914)
- The Sheep Runners - cortometraggio (1914)
- Eugenics at Bar 'U' Ranch - cortometraggio (1914)
- How Lone Wolf Died - cortometraggio 1914
- Hearts of Men - cortometraggio (1914)
- The Arrow's Tongue (1914)
- Wormwood (1915)
- Lady Audley's Secret (1915)
- Driftwood (1916)
- The House of Mirrors co-regia James Ormont (1916)
- The Tides of Fate (1917)

### Attore
- The Spoilers, regia di Colin Campbell (1914)